# Josef Marastoni

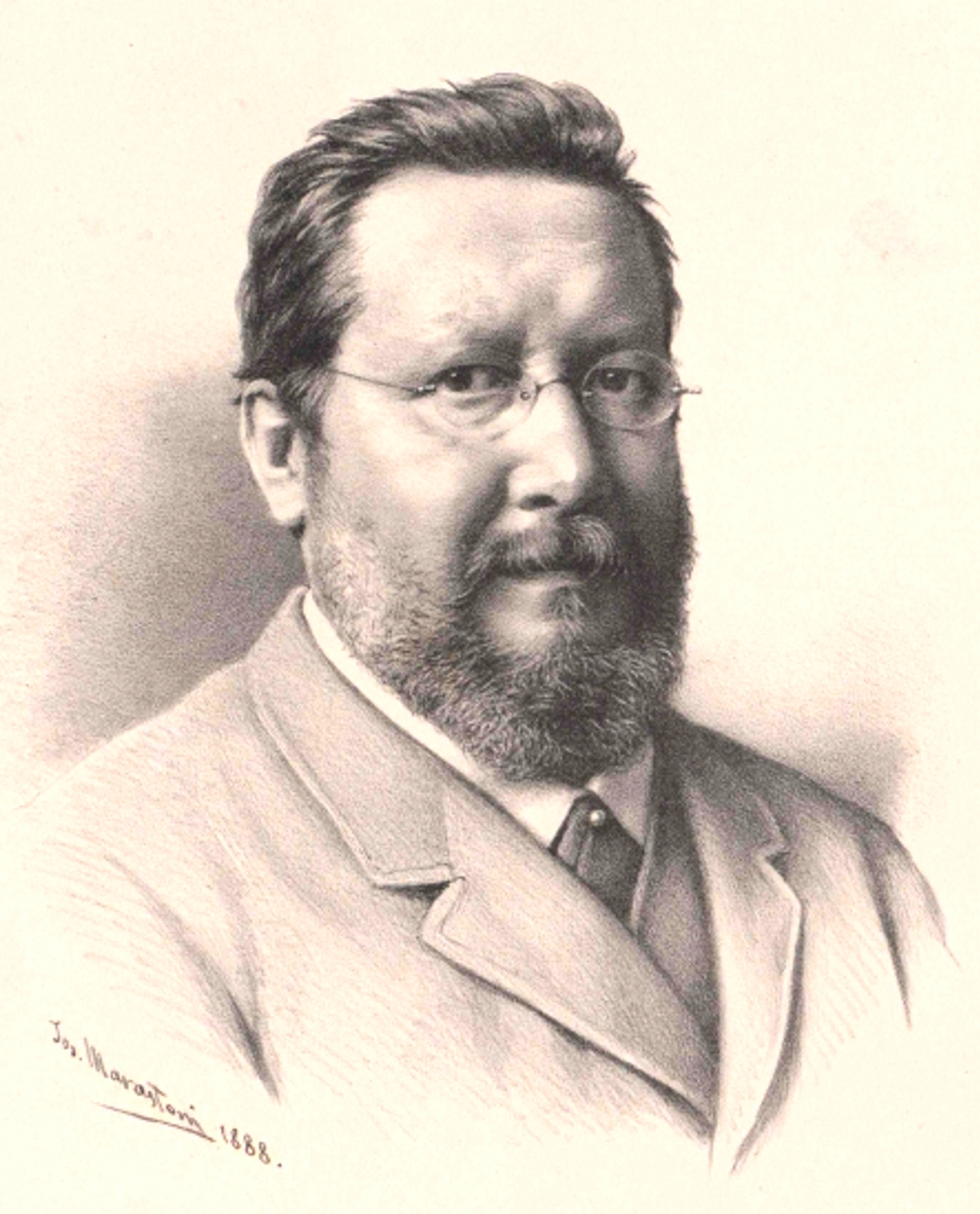
Josef Marastoni, Selbstporträt (1888)

Josef Marastoni (italienisch Giuseppe Marastoni; * 1. April 1834 in Venedig; † 10. Dezember 1895 in Wien) war ein österreichischer Maler, Radierer und Lithograph.
Josef Marastoni lernte die Malerei von seinem Vater Jakab Marastoni und studierte in den Jahren 1850 bis 1853 an der Kunstakademie Venedig. Anschließend arbeitete er im Atelier seines Vaters in Stuhlweißenburg. Ab dem Jahr 1868 war er in Wien beheimatet, wo er Mitglied des Wiener Künstlerhauses war. Seine Lithografien sind nach der Art Josef Kriehubers.